# Serica sinuosa
Serica sinuosa är en skalbaggsart som beskrevs av Kobayashi och Yu 2000. Serica sinuosa ingår i släktet Serica och familjen Melolonthidae. Inga underarter finns listade i Catalogue of Life.